# Mākaha Valley
Mākaha Valley est une zone de recensement (census-designated place  ou CDP) située sur Oahu, dans le comté d'Honolulu, dans l'État d'Hawaï, aux États-Unis. Sa population s'élève à 1 341 habitants en 2010.

## Géographie
Située dans l'ouest de l'île d'Oʻahu, Mākaha Valley se trouve aux coordonnées 21° 28′ 59″ N, 158° 12′ 14″ O (21.483100, -158.203946), à une altitude d'environ 87 mètres. D'après le Bureau du recensement des États-Unis, la CDP recouvre un territoire de 10,7 km2, intégralement constitué de terre ferme.

## Démographie
| 1990  | 2000  | 2010  | - | - | - |
| ----- | ----- | ----- | - | - | - |
| 1 012 | 1 289 | 1 341 | - | - | - |

## Politique et administration
Mākahu Valley est rattachée au district de Waiʻanae.